# Международное право
Междунаро́дное пра́во — совокупность правоотношений с участием иностранных элементов и нормативных актов, регулирующих эти отношения.
В широком смысле в международном праве выделяются три основных направления:
- Международное публичное право;
- Международное частное право;
- Наднациональное право.

В узком смысле международное право рассматривается как самостоятельная и независимая правовая система, нормы которой в большинстве своём направлены на регулирование публичных по своей природе отношений с участием государств, наций, народов, международных организаций, воюющих сторон, физических лиц и других субъектов подобных правоотношений.

## История международного права
История международного права непосредственно связана с развитием государств и отношений между ними и берёт своё начало ещё со времен Античности. В процессе формирования международного права как самостоятельной правовой системы были установлены его основные принципы (jus cogens) и институты (такие как право международных договоров, право внешних сношений и другие). Основную роль в истории развития международного права играли два фактора: политико-социальные изменения в обществе и труды известных юристов и правоведов, таких как Гуго Гроций и Иеремия Бентам.

## Международное публичное право
Междунаро́дное публичное пра́во — особая правовая система, регулирующая отношения между государствами, созданными ими международными организациями и некоторыми другими субъектами международного общения.
Международное публичное право включает в себя следующие отрасли и институты:
- Дипломатическое право и консульское право

- Международное воздушное право
- Международное гуманитарное право
- Международное космическое право
- Международное атомное право
- Международное морское право

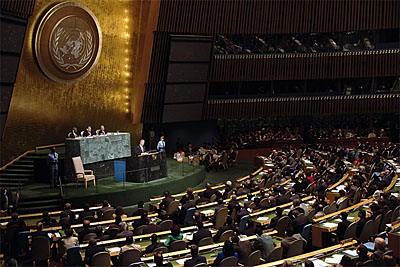
ООН — ведущая организация в сфере кодификации и развития международного права

  - институт исключительной экономической зоны
  - институт континентального шельфа
  - институт территориального моря
- Международное уголовное право
- Международное экономическое право
- Международное право охраны окружающей среды
- Право международной безопасности
- Право международных договоров
- Право международных организаций
- Право прав человека

Межотраслевые институты:
- институт международно-правовой ответственности
- институт правопреемства

Также в науке международного права отдельно от особых институтов выделяют Общую часть международного публичного права.

## Международное частное право
Междунаро́дное ча́стное пра́во (МЧП) — совокупность норм внутригосударственного законодательства, международных договоров и обычаев, которые регулируют гражданско-правовые, трудовые и иные отношения, осложнённые иностранным элементом.
Основная специфика международного частного права — наличие в регулируемых правоотношениях иностранного элемента и использование коллизионных норм.

## Соотношение международного публичного права и международного частного права
Для международного публичного права слово международное обозначает вненациональное правовое урегулирование отношений (как правило, межгосударственных). Для международного частного права оно означает, что регулируемые правоотношения выходят за рамки одного государства и связаны с правовыми системами других стран.
Основные отличия международного публичного права от международного частного права:
1. В предмете правового регулирования: в международном публичном праве основное место отведено политическим взаимоотношениям государств, а экономические отношения выделены в отдельную отрасль международного экономического права; международное частное право регулирует особую группу гражданско-правовых отношений, которые имеют международный характер.
2. В субъектах: в международном публичном праве основным субъектом правоотношений выступает государство, а в МЧП — традиционный субъект национального гражданского права государства.
3. В основных источниках: для международного публичного права основными источниками являются международные договоры и обычаи, а для международного частного права — законодательство государств, судебная и арбитражная практика.

## Наднациональное право
На́днациона́льное пра́во — форма международного права, при которой государства идут на сознательное ограничение некоторых своих прав и делегирование некоторых полномочий наднациональным органам. Нормативные акты, издаваемые такими органами, как правило имеют большую юридическую силу, чем акты национального законодательства.
Наиболее ярким примером наднационального права является Право Европейского союза.

## Международные судебные инстанции

### Международный суд ООН в Гааге
Международный суд ООН (официально, согласно Уставу ООН — Международный Суд, англ. International Court of Justice, фр. Cour internationale de Justice) — один из шести главных органов Организации Объединённых Наций, учреждённый Уставом ООН для достижения одной из главных целей ООН «проводить мирными средствами, в согласии с принципами справедливости и международного права, улаживание или разрешение международных споров или ситуаций, которые могут привести к нарушению мира». Суд функционирует в соответствии со Статутом, который является частью Устава ООН, и своим Регламентом.

### Международный уголовный суд в Гааге
Международный уголовный суд (МУС) — первый постоянный правовой институт, в компетенцию которого входит преследование лиц, ответственных за геноцид, военные преступления и преступления против человечности. Учреждён на основе Римского статута, принятого в 1998 году. Существует с июля 2002 года. В отличие от других международных и смешанных уголовных судов, МУС является постоянным учреждением. В его компетенцию входят преступления, совершённые после вступления Римского статута в силу. Резиденция — Гаага, однако по желанию Суда заседания могут проходить в любом месте. Международный уголовный суд не следует путать с Международным судом ООН, который также заседает в Гааге, но имеет иную компетенцию. МУС не входит в официальные структуры Организации Объединённых Наций, хотя может возбуждать дела по представлению Совета Безопасности ООН.

### Международный трибунал по бывшей Югославии в Гааге
Междунаро́дный трибуна́л по бы́вшей Югосла́вии (МТБЮ) — структура ООН, созданная для восстановления справедливости в отношении жертв военных преступлений и преступлений против человечности, совершённых во время войн в Югославии в 1991—2001 годах, и наказания виновных в этих преступлениях. Находится в Гааге. Полное название — «Международный трибунал для судебного преследования лиц, ответственных за серьёзные нарушения международного гуманитарного права, совершённых на территории бывшей Югославии с 1991 года».

### Международный арбитражный суд в Гааге
Постоянная палата третейского суда (ППТС) — (англ. Permanent Court of Arbitration, PCA) — международный арбитражный суд, расположенный в Гааге, Нидерланды. Учрежден в 1899 по решению первой Гаагской мирной конференции и является старейшей организацией для разрешения международных споров. Расположен во Дворце мира, специально построенном в Гааге в 1913 на пожертвование Эндрю Карнеги. Членами суда являются более 100 стран. Суд принимает к рассмотрению как иски по межгосударственным спорам, так и иски частных организаций, имеющие международный характер. В отсутствие заблаговременного соглашения об ином ППТС может рассмотреть дело только с согласия всех спорящих сторон.

### Европейский суд по правам человека в Страсбурге
Европейский суд по правам человека (англ. European Court of Human Rights, фр. Cour européenne des droits de l’homme) — международный орган, юрисдикция которого распространяется на все государства — члены Совета Европы, ратифицировавшие Европейскую конвенцию о защите прав человека и основных свобод, и включает все вопросы, относящиеся к толкованию и применению Конвенции, включая межгосударственные дела и жалобы отдельных лиц. Его защита распространяется на граждан России с 5 мая 1998 года.

### Международный арбитражный суд в Париже
Международный арбитражный суд при Международной торговой палате (англ. International Court of Arbitration of the International Chamber of Commerce) — международный суд, разрешающий арбитражные коммерческие споры. Основан в 1923 году, министром финансов Франции Этьеном Клементелем. Выступает в роли третейского посредника в разрешении споров. Решения суда не имеют обязательной силы. Формирование состава суда происходит по общему правилу третейских судов. Наиболее известный и опытный среди международных арбитражных институтов.

## Российские учебники по международному праву
- Теория международного права. Тункин Г. И.
- Бирюков П. Н. Международное право. Учебное пособие. М.: Юристъ. 1998, 2000 и др. изд.
- Международное право: учебник / под ред. Ю. М. Колосова, Э. С. Кривчиковой. М., 2005.
- Учебник международного права / под. ред. Г. И. Тункина. М., 1994.
- Гетьман-Павлова И. Международное право: Учебник. М., 2008.
- Р. А. Каламкарян, Ю. И. Мигачёв. Международное право: Учебник. — 2-е изд., перераб. и доп. М., 2005.
- Международное право : учебник / отв. ред. Г. В. Игнатенко и О. И. Тиунов. — 5-е изд., перераб. и доп. 2009.
- Ушаков Н. А. Международное право: Учебник. — М: Юрист, 2000.
- Международное право: учебник / под ред. К. К. Гасанова. — М.: ЮНИТИ ДАНА, Закон и право, 2008.
- Международное право: учебник / отв. ред. В. И. Кузнецов. М.: Юристъ, 2001.
- Н. А. Ушаков. МЕЖДУНАРОДНОЕ ПРАВО. Учебник. Москва. Юристъ. 2000.
- Хужокова И. М. Международное право: Учебное пособие для вузов. 4-е изд., испр. М., 2009.